# Joachim Roncin
Joachim Roncin, né le 27 janvier 1976 à Paris,, est un  graphiste et directeur artistique français, connu pour être l'auteur du slogan Je suis Charlie, à l'occasion des attentats de janvier 2015 en France.

## Biographie
Né d'un père brocanteur et d'une mère galeriste, Joachim Roncin suit des études à l'école supérieure d'arts graphiques Penninghen, puis est diplômé de l'école de communication visuelle Atep. Il commence sa carrière dans la publicité. Il se dit « fasciné par la culture pop américaine ».
Il a co-créé et travaillé au magazine Stylist depuis 2013, après avoir travaillé pour Studio Magazine et Grazia France. Il est depuis 2018 directeur du design de Paris 2024 au sein du comité d’organisation des jeux olympiques et paralympiques.
Il est membre du conseil d'administration de Reporters sans frontières depuis juin 2015 et membre du bureau exécutif du Club des directeurs artistiques dans la catégorie édition. 

Logo Je suis Charlie.

Il est l'auteur du slogan Je suis Charlie,, qui a connu un succès important en tant que symbole de solidarité avec les victimes d'attentats, repris dans le monde entier. Il le poste sur Twitter à 12 h 52, moins d'une heure après le début des attentats de janvier 2015, message immédiatement relayé en France et dans de nombreux pays.
Il a refusé de déposer ce slogan, qui a par ailleurs fait l'objet de multiples tentatives de dépôt à l'Institut national de la propriété industrielle, toutes refusées, et a donné son autorisation morale à un seul organisme, Reporters sans frontières.
En réaction aux attentats du 22 mars 2016 à Bruxelles il a réutilisé son slogan modifié : « Je suis sick of this shit » (anglais : « J'en ai marre de cette merde »).
De 2019 à 2024 il est le directeur du design des Jeux olympiques et paralympiques de 2024 où il participe entre autres à la création des médailles en collaboration avec la maison Chaumet, de la torche et de la vasque Olympique et Paralympique avec Mathieu Lehanneur, mais aussi de la nouvelle identité de l'équipe de France Olympique et Paralympiques, ainsi que des mascottes, nommées les Phryges.
En janvier 2024, il publie le livre Une histoire folle aux éditions Grasset où il revient notamment sur l'histoire du slogan et les répercussions de sa création.

### Vie privée
Joachim Roncin a été en couple avec l'actrice Anne Marivin, avec qui il a eu un fils né en avril 2009 et une fille née en octobre 2015.

## Décoration
Joachim Roncin est nommé, le 29 janvier 2025, au grade de chevalier de l'ordre national du Mérite, au titre de « graphiste, directeur du design des jeux Olympiques et Paralympiques de Paris 2024 ; 24 ans de services »

## Ouvrages
- Une histoire folle : Comment j'ai créé "Je suis Charlie" et le voyage en absurdie qui a suivi, éditions Grasset, 3 janvier 2024, 198 p. (ISBN 978-2246831600).